# 逯魯曾
逯鲁曾（？—1352年），字善止，修武（今河南省修武县）人，元朝政治人物。
逯鲁曾性情刚正，通晓经史。泰定四年（1327年）进士。授为翰林国史院编修官，担任御史台掾，掌机密。升任太常博士。元武宗之庙，没有以皇后配享，集群臣廷议之。逯鲁曾说武宗皇后真哥无子，没有立其庙主。右丞相伯颜主张元明宗之母亦乞列氏配享。徽政院传太后旨，以元文宗之母唐兀氏可以配享。伯颜问逯鲁曾：“先朝以真哥皇后无子，不立庙主，今立明宗之母还是文宗之母？”他回答：“真哥皇后在武宗朝，已受玉册，为武宗皇后，明宗、文宗二母后，都是妾室。现在以无子的原因，不立庙主，以妾为正宫，是作为大臣废黜先君的皇后，作为儿子追封先父的妾室，于礼不合。之前燕王慕容垂即位，追废他的母后，而立其生母为后，以配享先王慕容皝，为万世所笑，岂能复蹈其辙？”集贤大学士陈颢，讨厌逯鲁曾，说：“唐太宗册封曹王明之母为皇后，也是二后，难道不可以吗？”（其实唐太宗并没有册封曹王之母为皇后。）逯鲁曾说：“尧之母为帝喾庶妃，尧立为帝，没听说册封她为后而配享帝喾。皇上为大元天子，不学尧、舜，而学唐太宗吗？”于是以真哥皇后配享。
后来逯鲁曾升任监察御史，弹劾伯颜余党太尉答失海牙、阿吉剌、右丞巩卜班、刑部尚书兀突蛮、监察御史吉当普、哈剌完者、院使月鲁不花、郎中吕思诚等八人，元顺帝将他们全部罢黜，朝廷肃然。历任刑部员外郎、宗正府郎中、辽阳行省左右司郎中、佥山北道肃政廉访司事、礼部郎中。至正十二年（1352年），逯鲁曾以资善大夫、淮南宣慰使，领征讨事，率领海盐丁五千人跟随脱脱镇压徐州、淮东地区农民起义军，在军中去世。